# القسطنطينية (مجلة)
مجلة القسطنطينية (بالتركية: Konstantiniyye)‏ هي مجلة تصدر من مركز الحياة للإعلام التابع لتنظيم الدولة الإسلامية (داعش)، أنتجت المجلة بين عامي 2015 و2016 قبل أن تحل مجلة رومية محلها. صدرت المجلة باللغة التركية على الإنترنت. اتخذت المجلة اسم القسطنطينية لها وهو الاسم القديم لمدينة اسطنبول. نشرت المجلة رسائل ومقالات مضادة لحزب العدالة والتنمية ورجب طيب أردوغان، وكذلك حزب العمال الكردستاني والحزب الديمقراطي التركي.

## الإصدارات
أصدرت المجلة أربع إصدارات بدأً من شعبان 1436 هـ وحتى رجب 1437 هـ، وذلك قبل أن يحل محلها مجلة رومية.
| العدد | تاريخ الصدور       | عدد الصفحات |
| ----- | ------------------ | ----------- |
| 1     | شعبان 1436 هـ      | 46          |
| 2     | شوال 1436 هـ       | 60          |
| 3     | ذو الحجة 1436 هـ   | 72          |
| 4     | صفر 1437 هـ        | 68          |
| 5     | ربيع الآخر 1437 هـ | 56          |
| 6     | رجب 1437 هـ        | 52          |

## روابط خارجية
- إصدارات مجلة القسطنطينية باللغة التركية على أرشيف